# Shelbyville (Illinois)
Shelbyville város az USA Illinois államában. Lakosainak száma 4674 fő (2020. április 1.).

## Népesség
A település népességének változása:

| 2010 | 4 700 |
| 2020 | 4 674 |